# Easdale Island
Easdale Island är en ö i Storbritannien. Den ligger i kommunen Argyll and Bute och riksdelen Skottland, i den nordvästra delen av landet. Arean är 1,0 kvadratkilometer. Easdale Island består i huvudsak av gräsmarker.